# MA-31
Le MA-31 était la conversion en drone d'un missile anti-navire Kh-31 soviétique, afin d'être utilisé comme cible volante par la United States Navy.
Même s'il fut prouvé qu'il remplit parfaitement son rôle, des complications politiques le reléguèrent au rang de solution provisoire, et seul un faible nombre d'exemplaires fut produit.

## Le missile Kh-31
Le missile Kh-31 fut développé par la firme soviétique Zvezda-Strela, commençant sa carrière en 1977 en tant qu'arme anti-navire et anti-radar à longue portée. Il sera vu en vol pour la première fois en 1982.
Dérivé du P-270 Moskit, le Kh-31 est de conception conventionnelle classique, comprenant des plans fixes et mobiles en titane disposés en cruciforme, et doté d'une propulsion de sustentation à statoréacteur.

## Historique et carrière du MA-31

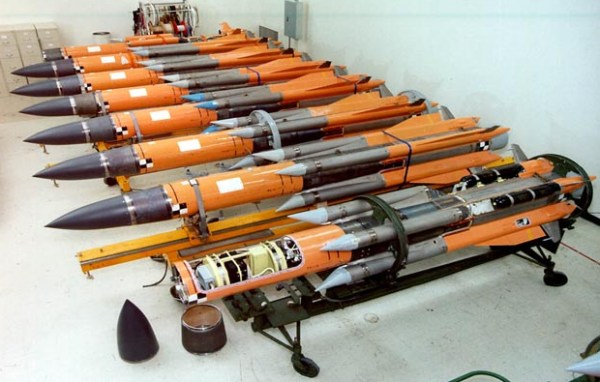
Lot de MA-31. Le premier a le fuselage enlevé.

À la suite de l'annulation du programme de cible volante AQM-127 SLAT, la nécessité d'obtenir une cible à haute-vitesse devant remplacer le MQM-8 Vandal demeurait toujours. Dans un concours de circonstances inhabituel, l'US Navy décida d'acquérir des exemplaires du missile soviétique Kh-31. En-fait, ces missiles étaient la vraie menace que le drone était censé simuler. Ils devaient constituer une solution provisoire, en attendant le développement d'un tout nouveau concept. En 1995, un contrat fut attribué à la firme McDonnell Douglas, pour l'évaluation des capacités opérationnelles du Kh-31 dans son rôle de cible volante supersonique à vol rasant.
Un premier lot de missiles fut livré aux États-Unis, en tant que « munitions vertes »,, où ils furent pris en compte par Boeing, alors nouveau propriétaire de McDonnell Douglas, qui se chargea de leur modification et leur adaptation aux standards de l'US Navy. Ces modifications portaient sur l'installation de systèmes de poursuite, de télémétrie et de sécurité sur le champ de tir. Le MA-31 fut équipé pour être lancé depuis le chasseur d'expérimentations QF-4 Phantom II, et un autre système fut proposé pour le rendre compatible avec le F-16N.
Désigné MA-31 en service aux États-Unis, le premier lancement du missile fut effectué en août 1996. Mis en compétition avec un MQM-8 amélioré, il se montra supérieur et un contrat avec Boeing fut passé en décembre 1999, portant sur la fabrication de 34 missiles pour un montant de 18,8 millions de dollars américains.
À ce stade des faits, les politiques intervinrent, la Douma d'État russe refusant d'accorder l'autorisation d'export aux missiles. Boeing proposa en échange une version encore améliorée du missile, dotée d'un guidage évolué et d'une portée supérieure, mais l'aventure du MA-31 s'arrêta là et les derniers missiles restants dans l'inventaire américain furent tirés en décembre 2007. La marine américaine lui préféra le GQM-163 Coyote, qui remplaça les MA-31 et MQM-8 et entra en service au cours de l'année 2007.